# Cavertitz
Cavertitz település Németországban, azon belül Szászország tartományban. Lakosainak száma 2153 fő (2023. december 31.). Cavertitz Belgern-Schildau és Dahlen községekkel határos.

## Népesség
A település népességének változása:
| Lakosok száma | 2243 | 2242 | 2194 | 2161 | 2153 |
|               | 2017 | 2019 | 2021 | 2022 | 2023 |